# Sorbus gilgitana
Sorbus gilgitana är en rosväxtart som beskrevs av Mcall.. Sorbus gilgitana ingår i släktet oxlar, och familjen rosväxter. Inga underarter finns listade i Catalogue of Life.